# Emerald

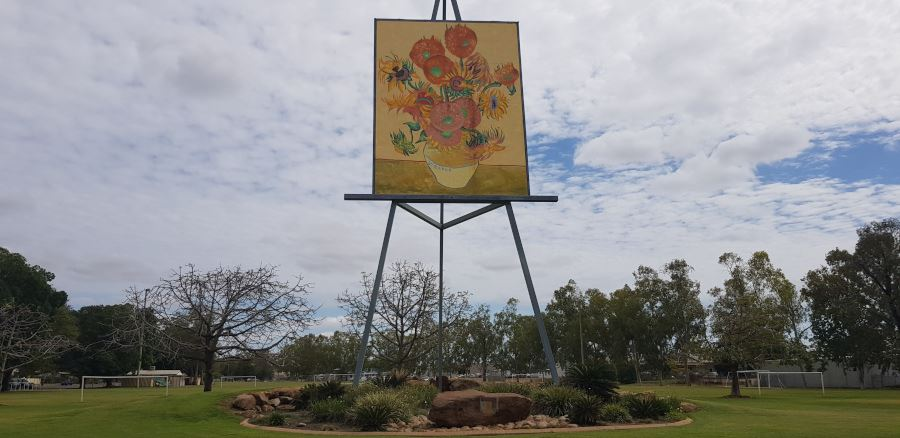
Street Art en Emerald, 2021, basado en las pinturas de girasoles de Van Gogh.

Emerald es una pequeña localidad ubicada en la Región de Central Highlands en el estado australiano de Queensland. Según el censo de 2001 tenía una población de 12.895 habitantes. El pueblo es el centro económico del Consejo de la Región de Central Highlands.
Emerald se encuentra sobre el río Nogoa, un tributario del río Fitzroy. El pueblo está ubicado a unos 300 kilómetros (186 mi) de la costa y aproximadamente a unos 270 kilómetros (168 mi) al oeste de la ciudad de Rockhampton, en la conjunción de las autopistas Capricorn y Gregory. El Trópico de Capricornio se interseca con la autopista Gregory justo al norte de Emerald.

## Historia
La región fue explorada por primera vez por el europeo Ludwig Leichhardt. Emerald fue fundada en 1879 como la base para la construcción de la Línea Central desde Rockhampton. La Oficina Postal de Emerald abrió sus puertas el 5 de junio de 1879.